# Гомель
Го́мель (біл. Го́мель, Homiel, рос. Гомель) — місто в Білорусі, центр Гомельської області і Гомельського району. Населення — 535,2 тис. мешканців (2017), друге місто Білорусі за населенням.

## Етимологія назви
В історичних джерелах зафіксовані назви: Гомь, Гом'є, Гомій, Гомєй. На багатьох європейських картах XVII — поч. XX ст. назва міста передавалася латиницею як Homel. Варіанти назви на інших мовах: польською — Homel, російською — Гомель, традиційна білоруська транслітерація — Homiel.
За версією дослідників, в основі назви лежить давньослов'янське слово «гом» в значенні «пагорб, піднесеність над яром, низовиною».
Імовірніше, назва походить від назви річки (струмка) Гомєюк, що впадає в річку Сож неподалік від історичного центру міста.

## Географія

### Клімат
| Клімат Гомеля                                | Клімат Гомеля | Клімат Гомеля | Клімат Гомеля | Клімат Гомеля | Клімат Гомеля | Клімат Гомеля | Клімат Гомеля | Клімат Гомеля | Клімат Гомеля | Клімат Гомеля | Клімат Гомеля | Клімат Гомеля | Клімат Гомеля |
| Показник                                     | Січ.          | Лют.          | Бер.          | Квіт.         | Трав.         | Черв.         | Лип.          | Серп.         | Вер.          | Жовт.         | Лист.         | Груд.         | Рік           |
| Абсолютний максимум, °C                      | 9,6           | 15,8          | 21,5          | 29,3          | 32,5          | 34,0          | 37,9          | 38,9          | 34,9          | 27,5          | 18,0          | 11,6          | 38,9          |
| Середній максимум, °C                        | −2            | −1,2          | 4,6           | 13,2          | 20,2          | 23,2          | 25,1          | 24,3          | 18,1          | 11,3          | 3,6           | −1            | 11,6          |
| Середня температура, °C                      | −4,5          | −4,3          | 0,7           | 8,4           | 14,8          | 17,9          | 19,9          | 18,7          | 13,0          | 7,1           | 0,9           | −3,3          | 7,4           |
| Середній мінімум, °C                         | −6,9          | −7,1          | −2,8          | 4,1           | 9,6           | 12,9          | 14,7          | 13,6          | 8,7           | 3,7           | −1,2          | −5,6          | 3,6           |
| Абсолютний мінімум, °C                       | −35           | −35,1         | −33,7         | −13,6         | −2,5          | −0,2          | 6,0           | 1,2           | −3,6          | −12           | −21,7         | −30,8         | −35,1         |
| Норма опадів, мм                             | 34            | 33            | 33            | 38            | 56            | 80            | 90            | 61            | 58            | 56            | 47            | 40            | 626           |
| -------------------------------------------- | ------------- | ------------- | ------------- | ------------- | ------------- | ------------- | ------------- | ------------- | ------------- | ------------- | ------------- | ------------- | ------------- |
| Джерело: Погода і клімат міста Гомеля (рос.) |               |               |               |               |               |               |               |               |               |               |               |               |               |

## Історія
Першу згадку про Гомель знаходимо в Київському літописі у 1142 році. Спочатку знаходився під владою Чернігівського князівства. Певний час був відвойований Смоленським князівством.
З 1335-ого року входить до складу Великого Князівства Литовського.
В часи Лівонської війни Гомель неодноразово був зайнятий військами Івана Грозного.

У 1917 в Гомелі базувався загін Українського Вільного козацтва в числі 20 вільних козаків під керівництвом підпоручника Гончаренка.
За часів Гетьмана Скоропадського місто входило в склад Української держави. 23 червня 1918 тут було відкрито український театр.
Євреї Гомеля, що складали до війни 29,38 % від загального числа жителів, практично повністю були знищені в Гомельському гетто.

## Адміністративні райони Гомеля
- Центральний район (Гомель);
- Радянський район (Гомель);
- Залізничний район (Гомель);
- Новобілицький район (Гомель).

## Економіка

### Промисловість
- Гомельський вагонобудівний завод
- Білорусьнафта
- Кондитерська фабрика «Спартак»

## Транспорт
Громадський транспорт в Гомелі представлений тролейбусами, автобусами, маршрутними таксі.

### Тролейбус
Тролейбусна мережа Гомеля відкрита 20 травня 1962 та налічує 23 маршрути, не враховуючі їх різновидів. 15 грудня 2010 року, після прокладання контактної мережі по вулицях Огоренка, Свиридова та Чечерського, відбулося відкриття нової тролейбусної лінії з кінцевою зупинкою «Мікрорайон „Кленковський“», що призвело до зміни тролейбусних маршрутів № 9, 16, 17. Протяжність вуличної мережі з транспортними лініями становить близько 74 км, а загальна протяжність тролейбусних шляхів — 475 км. Рухомий склад представлений машинами АКСМ-201, БКМ 321, МАЗ-203Т, АКСМ-213.

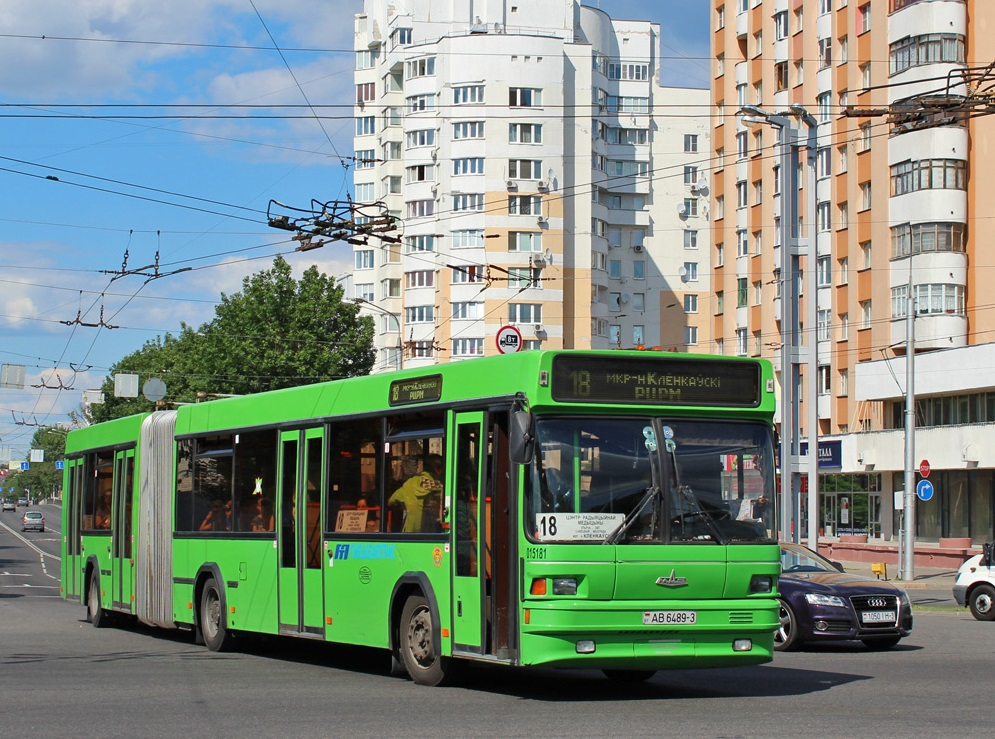
Гомельський автобус

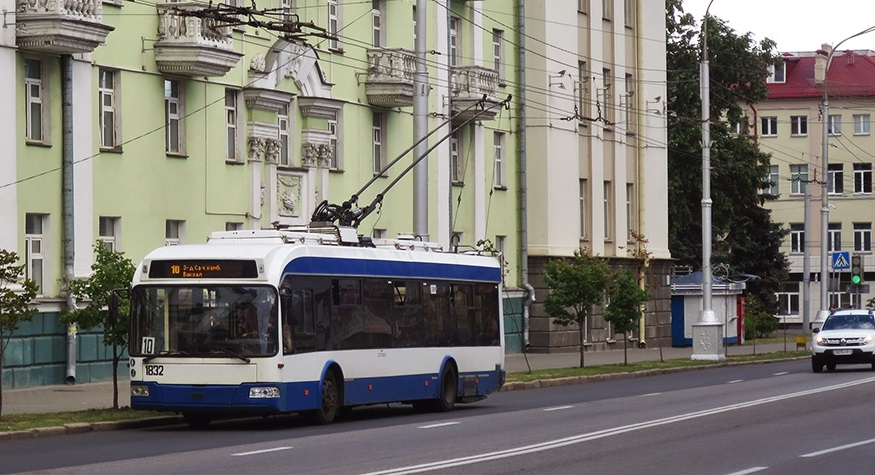
Гомельський тролейбус

Міським електричним транспортом міста за 2006 рік перевезено 103,4 мільйона пасажирів, що у 0,9 відсотка менше, ніж у 2005 році.

### Автобус
Число автобусних маршрутів — 62, загальною протяжністю 667 кілометрів, для низки маршрутів існують експрес-варіанти. Рухомий склад — переважно автобуси МАЗ 105, МАЗ 107, МАЗ 103 та МАЗ 215, менш представлені МАЗ 203, МАЗ 206. На експрес-маршрутах використовуються автобуси Богдан А092. Діє 24 ліній маршрутних таксі, на яких працюють переважно мікроавтобуси Ford Transit, ГАЗель, Mercedes-Benz, Peugeot.
Автобусами загального користування за 2006 рік перевезено майже 111 мільйонів пасажирів, що на 1 відсоток більше, ніж за 2005 рік. У 2006 році у місті налічувалося 482 маршрутних таксі та автобусів приватних підприємців, які здійснювали пасажирські перевезення на регулярній комерційній основі.

#### Приміське та міжміське сполучення
Приміське та міжміське автобусне сполучення здійснюється з гомельського автовокзалу. Автобусними маршрутами Гомель пов'язаний з усіма районними центрами Гомельської області та всіма обласними центрами Білорусі (крім Гродно та Бреста), а також з Черніговом, Києвом, Барановичами, Новополоцьком, Солігорськом, Москвою, Брянськом, Курськом, Орлом, Новозибковим, Климово, Клинцями, Кельном, Карлсруе, Миколаєвом (влітку продовжується до Коблеве), Ригою.

### Залізничний
Залізничними маршрутами далекого слідування Гомель пов'язаний з багатьма містами Білорусі, Росії та України.

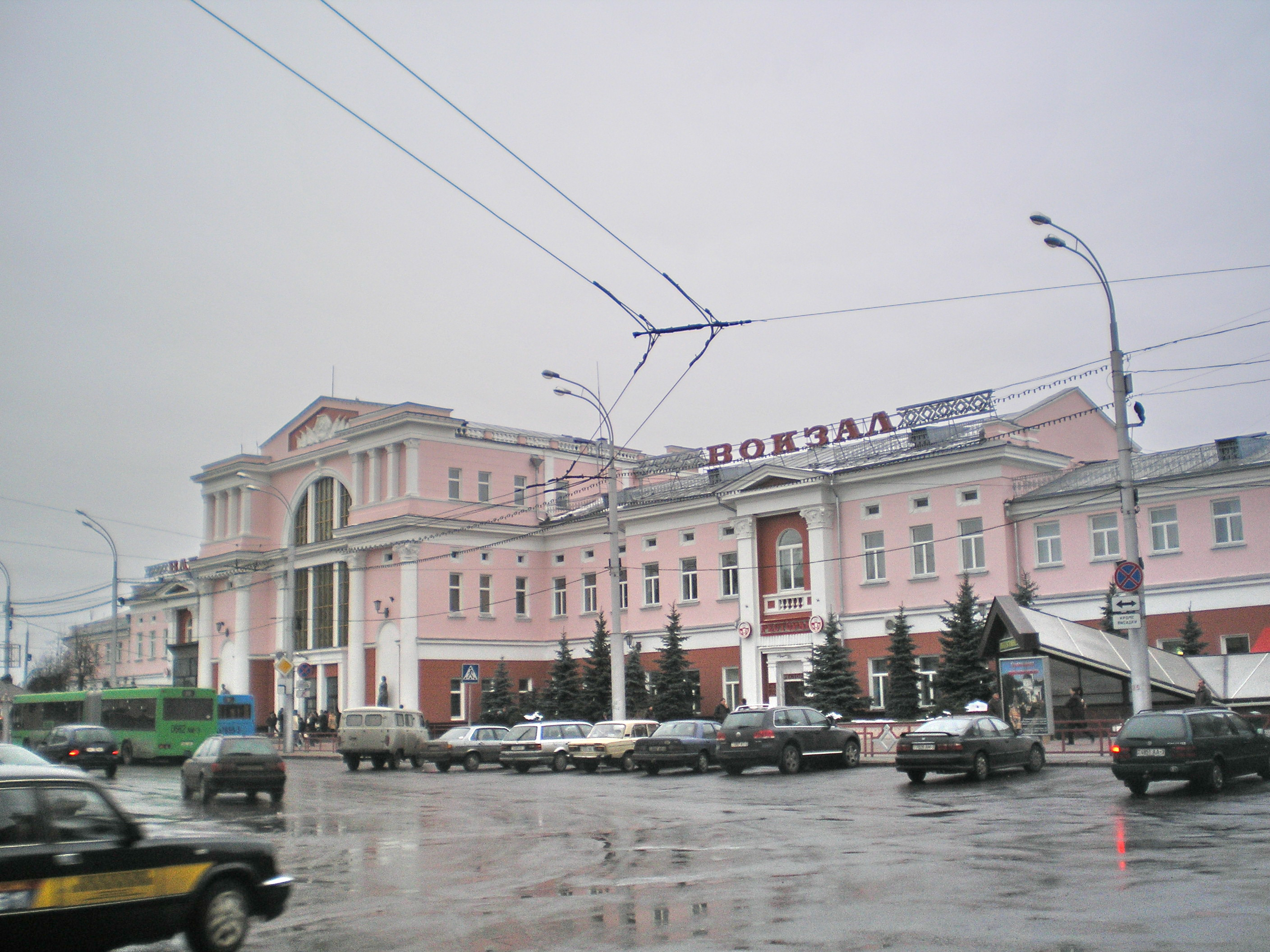
Залізничний вокзал станції Гомель-Пасажирський

Потяги далекого сполучення з Гомеля прямують до Мінська, Києва, Москви (як через Смоленськ, так і через Брянськ), Санкт-Петербурга, Гродно, Бреста, Полоцька (через Вітебськ та Могильов), Сновська, Чернігова, Харкова, Запоріжжя, Адлера (через Воронеж). Безпересадкові вагони прямують до Дніпра, Мурманська, Караганди, Архангельська, Софії.
Потягами далекого сполучення, як цілорічними, так і сезонного курсування Гомель пов'язаний крім перерахованих міст з Одесою, Анапою, Мінеральними Водами, Херсоном, Саратовом. До 27 грудня 2014 року потяги курсували до Сімферополя, Євпаторії та Феодосії.

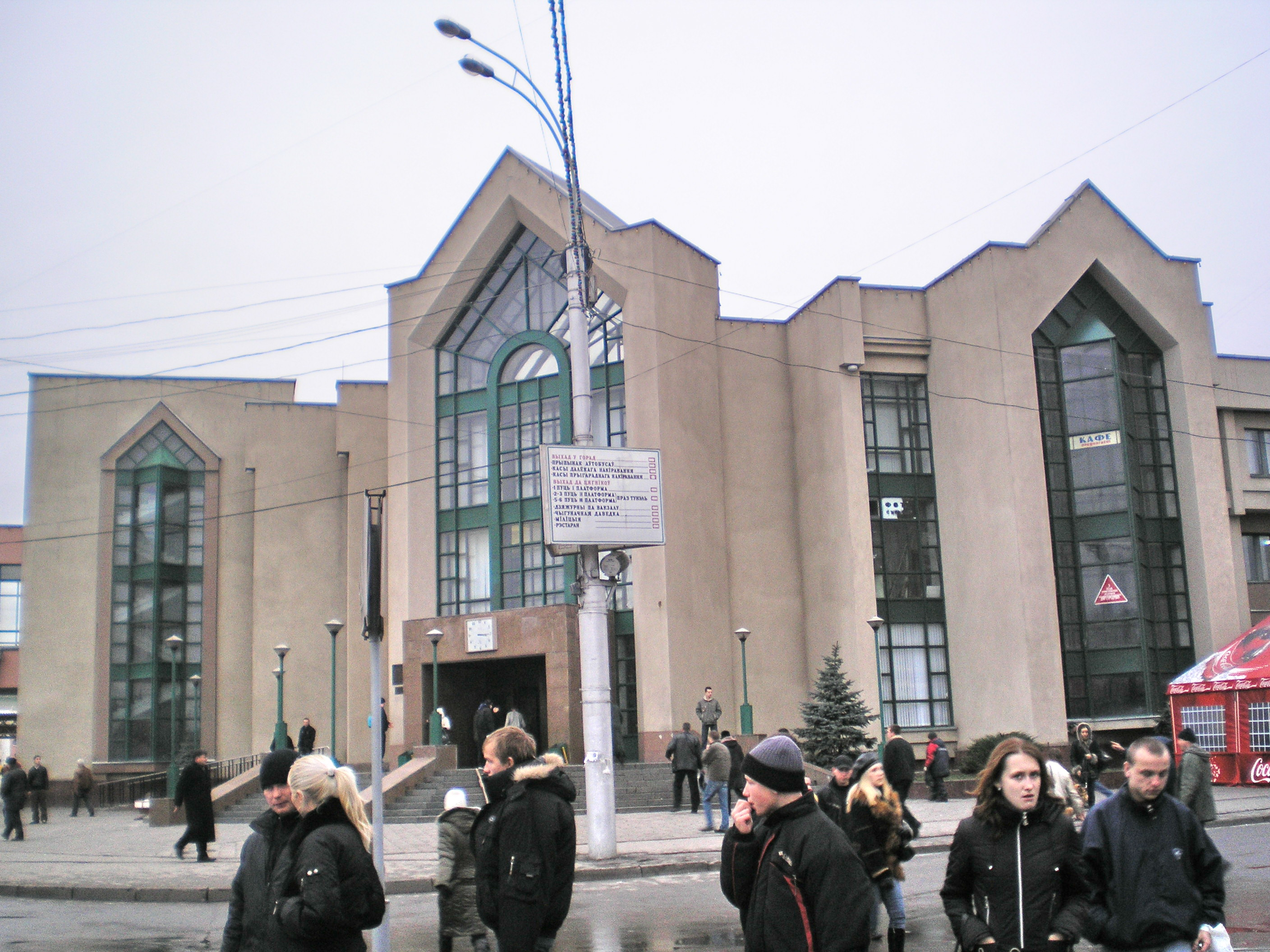
Приміський вокзал

1996 року введений в експлуатацію приміський вокзал, який розташований поруч з вокзалом далекого сполучення. Приміське залізничне сполучення здійснюється в межах Гомельської області.
2014 року в місті запущена система міської електрички. Вона стала другою подібною системою в Білорусі.

#### Дитяча залізниця
З 1936 до 1941 роки в Гомелі діяла перша в БССР дитяча залізниця, яка була зруйнована під час Другої світової війни.

### Повітряний
Міжнародний аеропорт «Гомель» у радянський час щодня обслуговував сотні пасажирів, рейси здійснювалися в різні кінці СРСР. З травня 2002 року по 21 лютого 2011 роки здійснювались регулярні рейси до Мінська і Калінінграду (щодня, літаком Ан-24). У 2005 і 2007 роках відкривалося сполучення за маршрутом Гомель — Москва — Гомель, проте через декілька місяців воно було скасовано через низький пасажиропотік. Також 2007 року латиською авіакомпанією «Air Baltic» виконувалися рейси за маршрутом Рига — Гомель — Рига. 14 січня 2008 року і цей рейс був скасований. Компанія «Гомельавіа» впродовж багатьох років здійснювала регулярні, чартерні та вантажні авіарейси. Навесні 2011 року авіакомпанія була ліквідована через численні борги, проте аеропорт функціонує й донині. На цей момент авіакомпанія «Білавіа» здійснює регулярні рейси Калінінград — Гомель — Калінінград, а також чартерні рейси з Гомеля та назад до Небраски, Нягані, Ханти-Мансійська, Ганновера та деякі міста Італії.

## Культурне життя
Гомель — один з найбільших культурних центрів Білорусі, де щороку проводиться близько 20 фестивалів, організовуються десятки виставок, більш 1500 концертів.
У місті 4 творчих союзи, 3 театри, 3 кінотеатри, філармонії, цирк, 3 виставкових залів, обласний краєзнавчий музей, філія Ветковського музею народної творчості, пам'ятка архітектури 18-19 ст. палацово-парковий ансамбль князів Паскевичів, коледж мистецтв, художнє училище, міські симфонічний і духовий оркестри, 7 дитячих музичних шкіл й шкіл мистецтв, одна хореографічна і одна художня школа, наукові центри й палаци культури, бібліотеки.
Гомель став осередком проведення міжнародних фестивалів, серед яких — щорічний театральний фестиваль «Слов'янські театральні зустрічі», молодіжні музичні — «Арт-сесія», «Ренесанс гітари», дитячий — «Танцююче фламінго», Міжнародний фестиваль хореографічного мистецтва «Сожський хоровод», у якому беруть участь танцювальні колективи із Росії, України, Франції, Польщі, Шотландії, Македонії, Грузії, Латвії інших держав, Відкриті міжнародні турніри зі спортивних танців.
У центрах і палацах культури працює 256 колективів художньої самодіяльності, 64 у тому числі носять звання «Народний» і «Зразковий». В дев'яти дитячих музичних школах і школах мистецтв на 16 відділеннях займається 3,5 тис. обдарованих дітей.

## Спорт
За наявності Льодового палацу, 2 манежів, б стадіонів, 18 плавальних басейнів, 203 спортивних зал найближчих 2-3 року мають запустити 2-у чергу Льодового Палацу спорту, що зумовлено потребою подібних спортивних споруд як серед дітей і підлітків, так і дорослого населення. Йде реконструкція гребних баз. Планується побудувати 2 плавальні басейни, особливу увагу приділити будівництву найпростіших спортивних споруд за місцем проживання населення.
Нині ведеться реконструкція Центрального стадіону міста, що за своїми технічними характеристиками відповідатиме міжнародним стандартам.
З метою подальшого розвитку фізичної культури та спорту у місті створюється додаткова мережа лікувальних закладів фізичної культури та спорту, характерною рисою яких є організація послуг за принципами повного самофінансування. За останні 4 роки у місті створено 9 спортивних клубів ігрових видів спорту, більше 25 інших закладів, причому з різноманітною формою власності, що за умови початку переходу до соціально орієнтованої ринкової економіки підвищує конкретність наданих галузі послуг і сприяє поліпшення їхньої якості.
Місто Гомель протягом кількох останніх років неодноразово ставав переможцем республіканських цілорічних спартакіад серед обласних центрів.
2002 року вперше у Зимових Олімпійських іграх взяли участь представники м. Гомеля. У складі національної збірної Республіки Білорусь в хокеї з шайбою Д. Дудик завоював 4 місце.
На останніх 3-х Літніх Олімпійських іграх спортсмени м. Гомеля завоювали 8 Олімпійських медалей.

## Відомі люди
- Абрамова Інна Володимирівна — майстер спорту міжнародного класу з плавання.
- Арндт Герман Емілійович — підполковник Армії УНР.
- Будико Михайло Іванович (1920—2001) — радянський білоруський учений, геофізик, кліматолог, член-кореспондент АН СРСР, академік Російської академії наук[7].
- Мендель Хатаєвич — співорганізатор геноциду українського народу 1932—1933, радянський партійний діяч.
- Джевальський Олександр Володимирович — український кінооператор.
- Дмитрук Таїсія Наумівна — український кіноредактор, сценарист
- Климович Леонід Валентинович — (біл. Леанід Валянцінавіч Клімовіч, *17 жовтня 1962 року в Гомелі, Білоруська РСР) — білоруський філолог, педагог, телеведучий. Відомий у першу чергу як гравець «Що? Де? Коли?».
- Серьога — білоруський реп-виконавець
- Жизневський Михайло Михайлович (1988 — 2014) — білоруський активіст Євромайдану та журналіст, член Самооборони Майдану. Убитий під час подій на вулиці Грушевського в Києві.
- Плоткін Лев Абрамович (1905—1978) — радянський літературознавець, літературний критик
- Народицький Абрам Аронович (1906—2002) — радянський і український кінорежисер, сценарист
- Серебряний Саул Бенціонович (1912—2001) — доктор хімічних наук, професор лауреат Державної премії України в галузі науки і техніки (2001); фахівець з хімії, біоорганічної та біохімії.
- Медведєв Юрій Миколайович (1920—1991) — радянський російський артист театру і кіно.
- Павло Суслов (1995—2022) — білоруський доброволець, який брав участь в російсько-українській війні на боці України.

## Міста-побратими
- Чернігів (Україна);[8]